# Castillo de Autol
El Castillo de Autol es una fortificación militar en ruinas que se encuentra en la localidad española de Autol, en La Rioja. El castillo roquero, por asentarse en un peñasco del pueblo, tiene un probable origen musulmán, construido entre los siglos X y XI.

## Historia
El origen del castillo no se conoce con exactitud, aunque se cree que los musulmanes fueron los autores de la fortificación, entre los siglos X y XI. No obstante, gracias al descubrimiento en los años 90 de restos cerámicos celtibéricos a los pies del castillo, se conoce que hubo un asentamiento anterior al castillo en el peñasco en el que se encuentra. Esta primera población, que se estima existió en el siglo VI a. C., es catalogada como el origen del pueblo de Autol. Por ello, cuando los musulmanes invadieron la península ibérica, es probable que erigieran la fortificación en los restos del pueblo celtíbero.

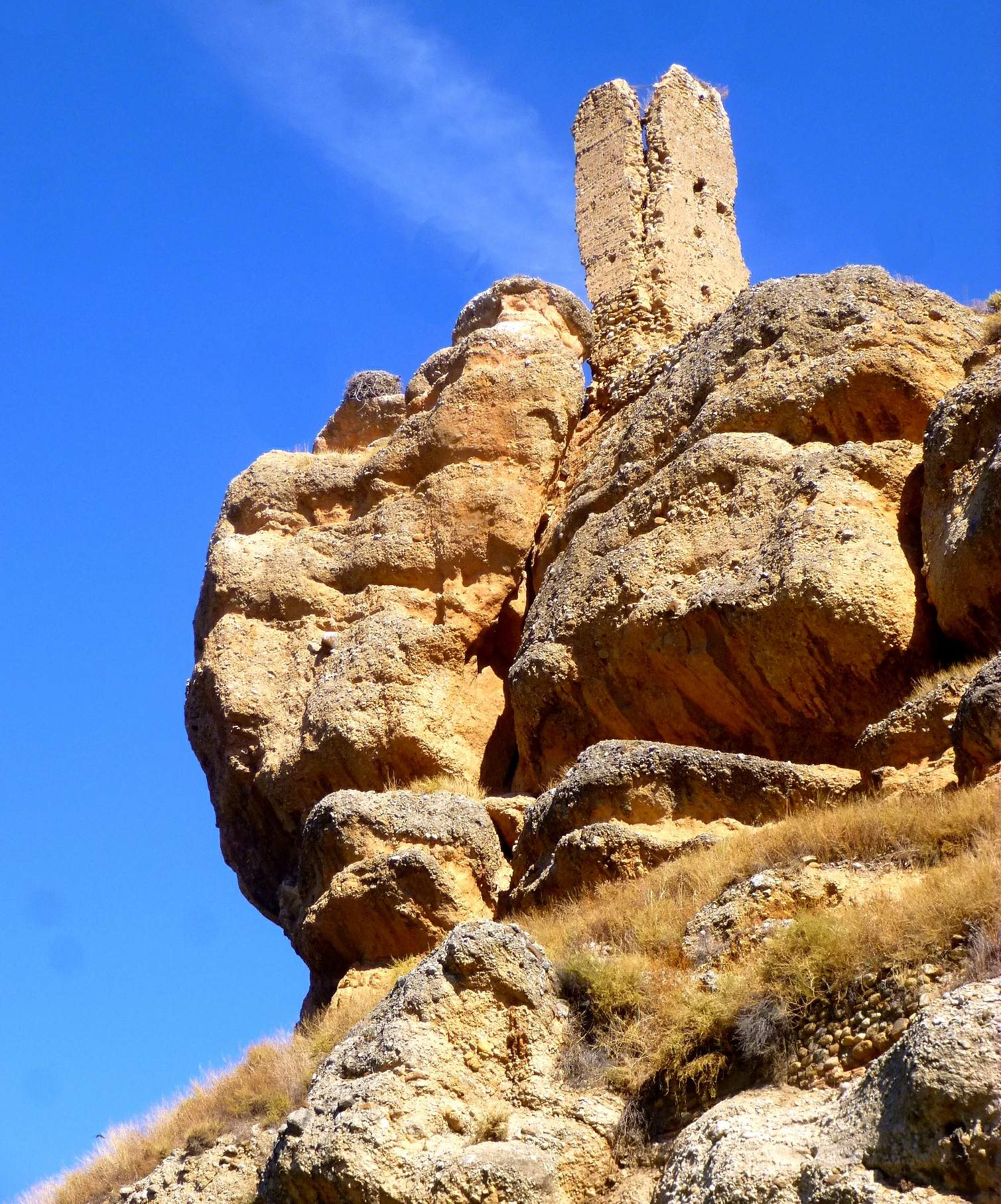
Vista sobre la pasarela del Río Cidacos

Por otro lado, a partir de la construcción del castillo, han sido varios señores y familias los que lo han poseído. Los primeros documentos en los que aparece por primera vez el edificio datan del año 1036, cuando su tenente era Lope Fortuniones. En 1960, pasó a manos de Fortún Garzeiz, que seis años más tarde nombró como dueño a Sancho Garzeiz.Este último lo donó al rey Sancho el Sabio en 1162, quien más tarde se lo dio a Alfonso VIII de Castilla en 1179.  En 1262, el rey Jaime I de Aragón entregó el castillo junto a otras tres plazas a Alonso López de Haro. Años más tarde, se sabe que en 1369, Enrique III donó la fortificación a Pedro Ximénez de Arnedo.
En 1445, siendo tenente Diego López de Fuelles, tres de sus hombres fueron sobornados por el concejo de Calahorra para hacerse con el castillo. De esta manera, los traidores asesinaron a López de Fuelles y a su mujer el 13 de agosto de ese año. Sin embargo, el adelantado del difunto señor del castillo, Diego Goíez Manrique, recuperó la fortaleza tras treinta días de asedio, ejecutando luego a los culpables. Los últimos dueños del castillo de los que se tiene constancia fueron los Condes de Azpa y Marqueses de Fontellas.
El castillo se encuentra bajo la protección de la Declaración genérica del Decreto de 22 de abril de 1949 y de la Ley 16/1985 sobre el Patrimonio Histórico Español, por lo que la fortaleza tiene la condición de Bien de Interés Cultural. En 2013, se realizaron varias limpiezas en el edificio, pero actualmente el estado es de ruina progresiva.

## Descripción
El castillo se encuentra dispuesto en la parte más elevada de un peñasco que sobresale, al Suroeste de la localidad de Autol, por lo que se puede afirmar que es un castillo roquero. El Picuezo y la Picueza, otros de los símbolos del pueblo, son visibles desde la fortaleza.

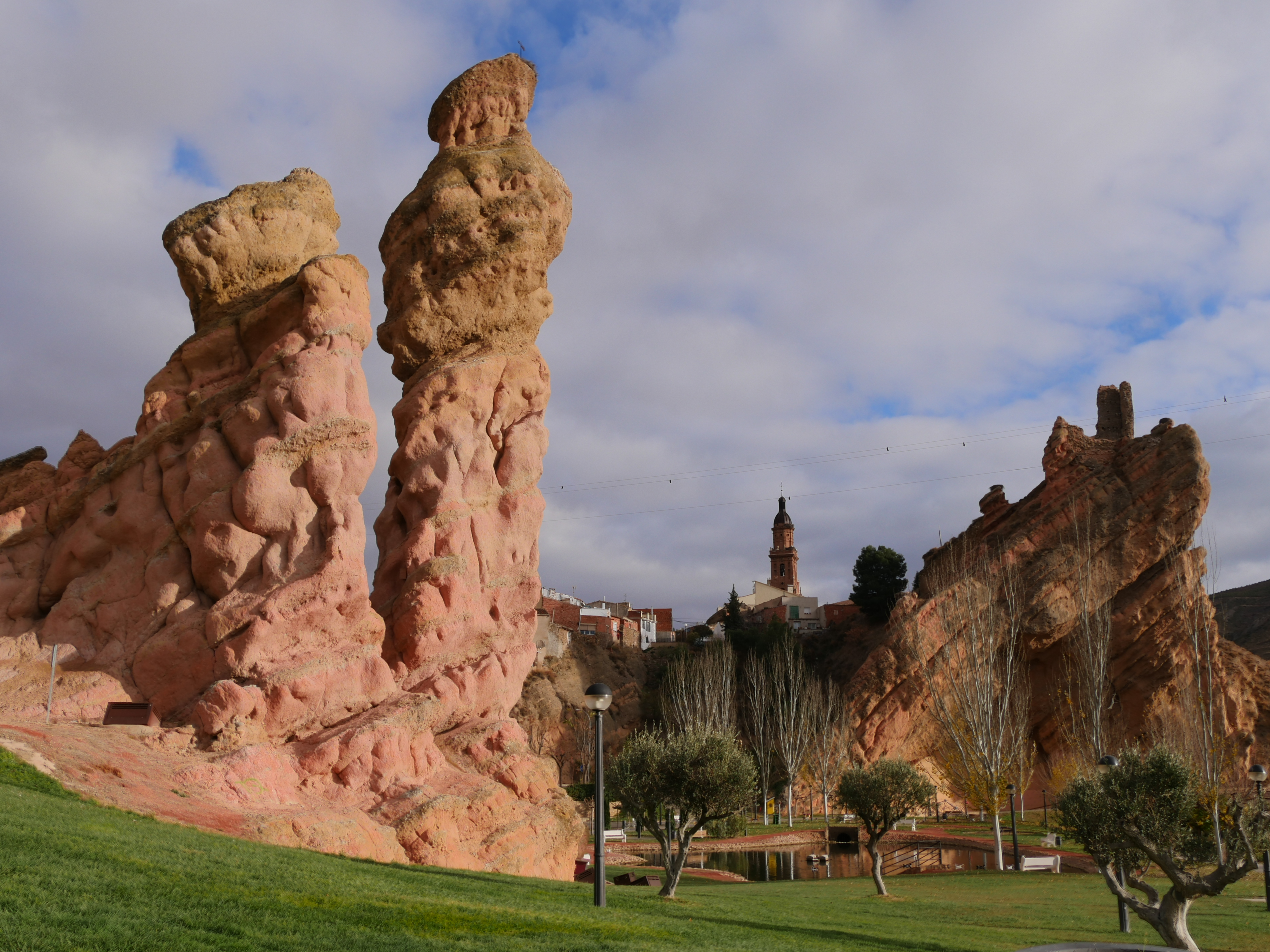
El Picuezo y la Picueza con el Castillo al fondo

El material principal son cantos de río, debido a la cercanía del Río Cidacos, que se encuentra los pies del peñasco. Se disponen en forma de tapial, aunque solo es posible la observación de los muros, puesto que ningún otro elemento arquitectónico es visible. Los restos del castillo son solo dos estructuras: una torre del homenaje de planta rectangular irregular y un muro paralelo a esta que debiera emplearse como protección de la torre. En cuanto a la torre, esta cuenta con varios mechinales, por lo que se puede suponer la existencia de tres pisos y de una terraza. El edificio presenta actualmente un riesgo de derrumbe debido a su estado de ruina progresiva, aunque han sido diversos los intentos por parte del Ayuntamiento de la localidad por restaurarlo o abrirlo al disfrute turístico.